# Sancus
Sancus là một chi nhện trong họ Tetragnathidae.